# دودمان بیست و چهارم مصر
دودمان بیست و چهارم مصر معمولاً به عنوان چهارمین دودمان از دوره میانی سوم مصر باستان طبقه‌بندی می‌شود.

## تاریخ
دودمانی کوتاه‌مدت از فراعنه مصر که پایتختشان در سائیس در غرب دلتای نیل بود.

### تفناخت یکم
تفناخت یکم اتحادی از پادشاهان دلتا تشکیل داد که با حمایت آنها تلاش کرد مصر علیا را فتح کند. لشکرکشی او توجه پادشاه نوبی، بعنخی را به خود جلب کرد، که فتح مصر سفلی و اطاعت نمودن تفناخت سائیس و همتایانش از خودش را در کتیبه‌ای معروف ثبت کرد. تفناخت را همیشه در استلای پیروزی بعنخی و در دو استلای سال سلطنت ۳۶ و ۳۸ ششونک پنجم «رئیس بزرگ غرب» می‌خوانند. مشخص نیست که آیا او تا به حال عنوان رسمی سلطنتی را به خود اختصاص داده‌است یا خیر. با این حال الیویر پردو اکنون استدلال کرده‌است که فلان شپسرسه تفناخت سائیس در واقع دشمن معروف بعنخی نبوده‌است. پردو یک استلای اهدایی اخیراً کشف شده را منتشر کرد که از یک مجموعه خصوصی آمده بود. این سند به سال دوم از نخو یکم سائیس مربوط می‌شود و از نظر سبک، کتیبه و متن با استلای اهدایی شپسرسه مشابه است. با این حال، استدلال‌های پردو توسط اکثر مصرشناسان در حال حاضر پذیرفته نمی‌شود، آنها معتقدند که ستون سال هشتم شپسرسه تفناخت آتن به احتمال زیاد تفناخت یکم بوده‌است. پادشاه بعدی تفناخت دوم، اگر وجود داشت، از سلف نزدیک نخو یکم می‌بود. هم تفناخت دوم و هم نخو یکم به عنوان پادشاهان محلی سائیس در دوران نوبی در زمان تاهارقا حکومت می‌کردند.

### باکن رع نف
جانشین تفناخت یکم، باکن رع نف قطعاً تاج و تخت سایس را بر عهده گرفت و نام سلطنتی واکارع را به خود گرفت. اقتدار او در بسیاری از دلتاها از جمله ممفیس که در چندین سراپیوم سال پنجم و ششم استلاهای سلطنت او پیدا شده‌است، به رسمیت شناخته شد. این سلسله زمانی به پایان رسید که شبیتقو، دومین پادشاه دودمان بیست و پنجم به سائیس حمله کرد، باکن رع نف را دستگیر و او را زنده زنده سوزاند.

## فرعون‌های دودمان بیست و چهارم
| نام فرعون  | تصویر | سلطنت                | نام سلطنتی | اقدامات |
| ---------- | ----- | -------------------- | ---------- | ------- |
| تفناخت یکم |       | ۷۳۲–۷۲۵ پیش از میلاد | شپسرسه     |         |
| باکن رع نف |       | ۷۲۵–۷۲۰ پیش از میلاد | واکارع     |         |